# Джон Ланган
Джон Ланган (на английски: John Langan) е американски писател на произведения в жанра хорър и научна фантастика.

## Биография и творчество
Джон Ланган е роден на 6 юли 1969 г. в САЩ. Получава магистърска степен по английска филология и творческо писане от Държавния университет в Ню Йорк в Ню Палц и магистърска степен по философия от Центъра за следдипломно обучение на университета.
В периода 2000 – 2018 г. работи като инструктор в Центъра за следдипломно обучение, където преподава творческо писане и готическа литература.
Първият му разказ „On Skua Island“ (На остров Скуа) е публикуван през 2001 г., а първият му сборник „Mr. Gaunt and Other Uneasy Encounters“ (Г-н Гонт и други неприятни срещи) е издаден през 2008 г.
Първият му роман „House of Windows“ (Къща от прозорци) е издаден през 2009 г. Той е психологическа призрачна история за паметта и проклятието, загубата и разкаянието.
Романът му „Рибарят“ е издаден през 2016 г. Героите Ейб и Дан са двама мъже, загубили своите съпруги, които утешават тъжната си съдба с риболов и общуването помежду си. Увлечени от странната легенда за Холандския поток, който се обитава от демонична фигура, която местните наричат Der Fischer – същество, изпълняващо човешките желания, но на твърде висока цена, те предприемат опасно пътуване. Романът е удостоен с наградата за хорър „Брам Стокър“.
Член е на Съвета на директорите за наградите „Шърли Джаксън“ като един от основателите през първите три години от създаването на наградата. Тренира корейското бойно изкуство Танг Су До.
Джон Ланган живее със семейството си в долината Хъдсън в Рифтон, щат Ню Йорк.

## Произведения

### Самостоятелни романи
- House of Windows (2009)
- The Fisherman (2016) – награда „Брам Стокър“
Рибарят, изд.: „Сиела“, София (2020), прев. Надежда Розова

### Участие в общи серии с други писатели

#### Серия „Блуфорд Хай“ (Bluford High)
13. Search for Safety (2006)
от серията има още 21 романа от различни автори

### Разкази
- On Skua Island (2001)
- Mr. Gaunt (2002)
- Tutorial (2003)
- Episode Seven: Last Stand Against the Pack in the Kingdom of Purple Flowers (2007)
- Kids (2008)
- How the Day Runs Down (2008)
- Laocöon, or, The Singularity (2008)
- Technicolor (2009)
- The Wide, Carnivorous Sky (2009)
- City of the Dog (2010)
- The Shallows (2010)
- The Revel (2010)
- In Paris, in the Mouth of Kronos (2011)
- The Unbearable Proximity of Mr. Dunn's Balloons (2011)
- The Third Always Beside You (2011)
- Renfrew's Course (2012)
- Bloom (2012)
- Sweetums (2012)
- Hyphae (2012)
- With Max Barry in the Nearer Precincts (2013)
- Mother of Stone (2013)
- June, 1987. Hitchhiking, Mr. Norris (2013)
- Children of the Fang (2014)
- Episode Three: On the Great Plains, in the Snow (2014)
- To See, to Be Seen (2016)

### Сборници
- Mr. Gaunt and Other Uneasy Encounters (2008)
- The Wide, Carnivorous Sky (2013)
- Sefira and Other Betrayals (2019)
- Children of the Fang and Other Genealogies (2020)